# 朗松普罗旺斯
朗松普罗旺斯（法語：Lançon-Provence，法語發音：[lɑ̃sɔ̃ pʁɔvɑ̃s]）是法国罗讷河口省的一个市镇，属于普罗旺斯地区艾克斯区。

## 地理
朗松普罗旺斯（43°35'33"N, 5°7'41"E）面积68.92 平方千米，位于法国普罗旺斯-阿尔卑斯-蓝色海岸大区罗讷河口省，该省份为法国东南部沿海省份，北起沃克吕兹省，西接加尔省，南濒地中海，东临瓦尔省。
与朗松普罗旺斯接壤的市镇（或旧市镇、城区）包括：拉巴邦、贝尔莱唐、科尔尼永-孔富克斯、埃吉耶、拉法尔莱索利维耶、格朗斯、佩利萨讷、圣沙马、普罗旺斯地区萨隆、库杜克斯。

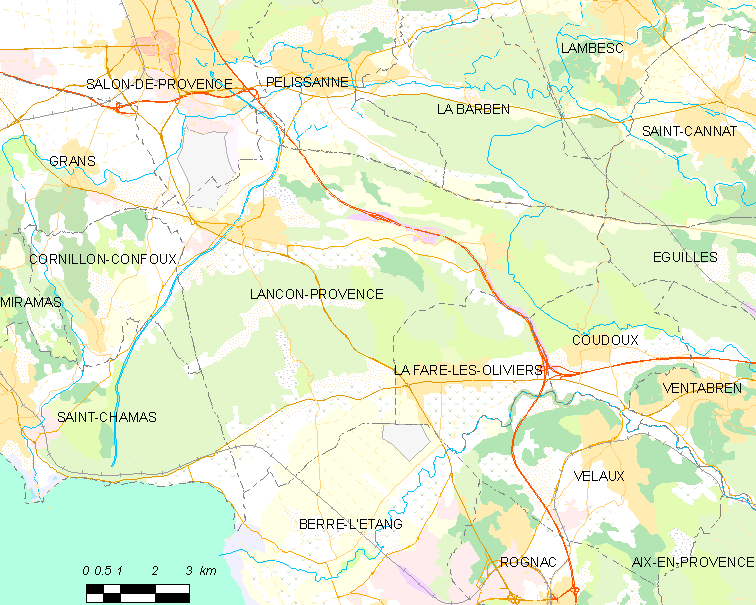
朗松普罗旺斯的OSM定位图

朗松普罗旺斯的时区为UTC+01:00、UTC+02:00（夏令时）。

## 行政
朗松普罗旺斯的邮政编码为13680，INSEE市镇编码为13051。

## 政治
朗松普罗旺斯所属的省级选区为贝尔莱唐县。

## 人口

1962-2008年间朗松普罗旺斯人口变化图示

朗松普罗旺斯于2022年1月1日时的人口数量为9627人。